# Lucifer (Marvel Comics)
Lucifer es el nombre de dos personajes de ficción no relacionados que aparecen en los cómics estadounidenses publicados por Marvel Comics. Uno es un supervillano alienígena de los X-Men y el otro es un villano de Ghost Rider y se lo conoce como el Príncipe de la Oscuridad.

## Historial de publicaciones
La primera aparición de Lucifer fue en The X-Men (Vol. 1) # 9 y fue creada por Stan Lee y Jack Kirby. Es un agente de los Quists, una raza alienígena que también se conoce como Arcano.

## Biografía del personaje ficticio

### Lucifer (Quists)
Un alienígena, el ser conocido como Lucifer, nació en el planeta Quistalium, en el sistema estelar Quistraa en la Vía Láctea, que había invadido muchos mundos. Primero llegó a la Tierra como un agente avanzado para la invasión de la Tierra por los Arcanos (también conocidos como Quists), y logró colocar a algunos humanos bajo control hipnótico, lo que le permitió tomar el control de un área pequeña. Sin embargo, esta invasión fue frustrada por el joven Charles Xavier (más tarde Profesor X, líder de los X-Men). En represalia, Lucifer dejó caer un enorme bloque de piedra sobre Xavier, dejando sus piernas paralizadas para que necesitara una silla de ruedas.
Lucifer hizo varios intentos posteriores para conquistar la Tierra, todos frustrados por los X-Men u otros héroes, aunque uno de sus intentos obligó al primer equipo de X-Men a enfrentar a los Vengadores debido a un malentendido.
Lucifer regresó a la Tierra años después de paralizar a Xavier, y luchó contra el profesor Xavier una vez más en las montañas de los Balcanes, donde reveló que un dispositivo conectado a su corazón dispararía una bomba si lo mataban. Lucifer luego manipuló a Blob y Unus para enmarcar a los X-Men como criminales. Reveló cómo hizo a Xavier parapléjico hace años. Fue frustrado por los X-Men que derrotaron a su robot, y el Supremo Quistaliano lo teletransportó desde la Tierra para castigarlo.
Lucifer fue exiliado a un reino alternativo conocido como la "Dimensión sin nombre". Allí, de alguna manera usó "energía iónica" para darse fuerza sobrehumana y la capacidad de proyectar rayos de fuerza de sus manos, además de sus poderes telepáticos aparentemente preexistentes. Continuó tratando de conquistar la Tierra usando su "transmisor dimensional" para imbuir a los humanos con energía iónica y convertirlos en sus secuaces. Primero se "fusionó" con Charlie Gray, aunque Gray luchó y derrotó a Lucifer. Lucifer luego se fusionó simultáneamente con el criminal Rafe Michel y Aries del cartel del crimen del Zodiac. Michel y Aries lucharon contra el Capitán América y Falcon. Lucifer quedó atrapado en la "Dimensión sin nombre" nuevamente cuando ambos anfitriones murieron. Los maestros de Lucifer finalmente aparentemente lo "terminaron" por sus fallas, y lo reemplazaron con la computadora Dominus.

### Lucifer (Príncipe de la Oscuridad)
Lucifer es un personaje ficticio, un supervillano en Marvel Comics y asociado principalmente con Ghost Rider.
Lucifer posee una amplia gama de poderes, a la par de Mephisto o Thog. El engaño, la sugerencia y la manipulación son bastante atractivos para esta criatura, pero no está por encima de destrozar a sus oponentes con sus garras desnudas.
Lucifer ha mantenido su verdadera historia misteriosa a lo largo de los años a través del engaño y la decepción. Se cree que una vez fue un ángel que dirigió a otros ángeles para desterrar al N'Garai de la Tierra y lideró a un grupo de seguidores en una rebelión contra Dios durante la gran guerra en el Cielo, representando esencialmente al verdadero "diablo" en Marvel Universo de teología cristiana. Después de su derrota, Lucifer y sus lugartenientes Beelzeboul, Kazann, Malachi, Pazuzu, Xaphan y otros fueron arrojados al infierno como castigo. Durante este tiempo, se convirtió en el demonio conocido como el Príncipe de las Mentiras, gobernando un reino en el Infierno.
En el infierno, Lucifer no se parecía en nada al ángel que una vez fue. Él y todos sus tenientes se habían degenerado en demonios; algunos a través de la instrucción, otros se adaptaron más naturalmente. Pero con el tiempo se habían convertido en retorcidas criaturas del mal.
Se ha librado una larga batalla entre el demonio Ghost Rider y el Príncipe de las Mentiras. Lucifer creía (como otros) que si pudiera extinguir el alma humana que vive dentro del Ghost Rider, este último podría convertirse en una máquina de matar sin alma que podría usarse para extinguir a toda la humanidad. Más tarde presenta muchas más razones para derrotar a Johnny Blaze. Durante años, Lucifer, con la ayuda de los otros Señores del Infierno, había hecho muchos intentos contra el alma de Ghost Rider, pero todos habían fallado. Lucifer había decidido tomar el asunto en sus propias manos. Satanás quería capitalizar a este demonio en particular, así como unirse para sus propios fines. Pero al final, Ghost Rider demostró que era un demonio muy fuerte.
Lucifer finalmente es derrotado por Blaze y exiliado de regreso a Perdition, y siente el aparente triunfo de Zadkiel sobre Cielo desde el Infierno. Sin embargo, después de que Zadkiel es incapaz de controlar verdaderamente la Creación y el poder supremo que lo encendió, el único Dios verdadero regresa con ira y condena al arcángel renegado al Infierno por toda la eternidad, para ser torturado para siempre por un Lucifer complacido.
Durante una historia posterior, Lucifer puede escapar del Infierno al 'seguir' a Ghost Rider durante su último escape del Infierno, con la transición astillando el alma de Lucifer en 666 fragmentos, que se 'manifiestan' en la Tierra en los cuerpos de aquellos que habían muerto recientemente. en el momento en que Ghost Rider cruzó, con estos incluyendo el último Jack O'Lantern. Lucifer recuperaría toda su fuerza si puede hacer arreglos para que sus varios anfitriones sean asesinados por otros; no puede suicidarse, ya que es un pecado que lo enviaría de regreso al infierno, pero a medida que muere cada fragmento de Lucifer, sus fuerzas se transfieren a los otros anfitriones, hasta que los últimos anfitriones serán tan poderosos que solo Ghost Rider puede matarlo, en ese punto, el último Lucifer "vivo" serviría como la manifestación final del mismo Lucifer. Finalmente, el Ghost Rider es capaz de "matar" un fragmento de Lucifer golpeando la palanca de cambios de un camión a través de su cerebro y rompiéndole la columna vertebral, dejando el fragmento en un estado paralítico y con daño cerebral pero biológicamente vivo, lo que permite a Ghost Rider derrotar a lo que Lucifer cree que es su anfitrión final porque todavía está a mitad de fuerza, el anfitrión final de Ghost Rider mata al anfitrión final con muerte cerebral a Dixie, un camionero que Blaze se había hecho amigo antes, y la policía.
Cuando el Rey Caos lanza su invasión de los reinos divinos e infernales asociados con la Tierra al comienzo de la historia de la "Guerra del Caos", el último bastión sobreviviente de la Creación, Lucifer, junto con los otros poderes del Infierno, se enfrenta a Mikaboshi, solo para ser derrotado y consumido por el poder abrumador de su oscuridad primordial.

## Poderes y habilidades
La versión Quist de Lucifer tiene un intelecto talentoso y un amplio conocimiento de la ciencia y la tecnología avanzadas de Quistalia, y el talento como inventor que utiliza esta tecnología. Lucifer ha adquirido la capacidad de manipular la energía iónica para varios efectos, incluido el aumento de su fuerza física y la capacidad de saltar a niveles sobrehumanos, crear campos de fuerza protectores y proyectar poderosos rayos de conmoción. Lucifer también podría "fusionar" su "esencia" física y mental con otro ser sensible. Al hacerlo, Lucifer creó un vínculo psíquico entre él y su "anfitrión". El "anfitrión" retuvo su propia voluntad pero estuvo en contacto psíquico constante con Lucifer. La "fusión" dotó al anfitrión de algunos de los poderes sobrehumanos de Lucifer durante el tiempo que duró la fusión. Lucifer podría fusionarse con al menos dos huéspedes simultáneamente. Lucifer también tenía habilidades telepáticas limitadas y tenía la capacidad de crear y mantener un vínculo psíquico con su anfitrión o anfitriones mientras se fusionaba con ellos. Lucifer usó una pistola de rayos disparando formas desconocidas de energía destructiva. Más tarde hizo uso de Dominus, un complejo informático altamente avanzado creado por los Arcanos que podría cubrir un mundo con rayos que amortiguan la mente, permitiendo a los Arcanos esclavizar a su población. Dominus fue operado por "Ultra-robots", que podían volar y proyectar rayos de energía destructivos. Lucifer también usó dispositivos de teletransportación para el transporte. Toda esta parafernalia fue diseñada por el propio Lucifer y científicos quistalianos.
La versión demoníaca de Lucifer puede crear portales interdimensionales, realizar proyección de imágenes, posesión demoníaca, hacer explosiones de fuerza mística, fundición de ilusiones, cambio de forma, cambio de tamaño, manipulación de materia, resucitar a los muertos, manipular a los muertos y regenerar los cadáveres de los que habita. Lucifer no necesita comer, beber o dormir. También es inmune al envejecimiento y la enfermedad.

## En otros medios
En la novela Sombras del Pasado por Michael Jan Friedman, se revela que el alienígena Lucifer está vivo, capturando al Profesor X y reemplazándolo con un duplicado de energía iónica, el duplicado posee los recuerdos y poderes reales de Xavier mientras que sin duda es leal a Lucifer. En el proceso, Luficer también atrapa a Xavier en la Dimensión sin nombre con él, representando la Dimensión sin nombre como un reino sin características lleno de una sustancia espesa similar a un líquido que Lucifer y Xavier pueden 'respirar' como si todavía estuvieran inhalando oxígeno. Usando los X-Men originales como sus agentes para satisfacer el retorcido sentido de ironía de Lucifer, y también debido a su capacidad limitada para crear construcciones iónicas verdaderamente efectivas; el duplicado de Xavier era solo su tercera construcción mostrada, y los otros dos carecían de cualquier tipo de iniciativa, solo derrotaron a Iceman y al Profesor al capturar a Xavier a través del poder puro y su inmunidad a la telepatía; el duplicado del Profesor X envió a los X-Men para adquirir tres componentes de puestos avanzados de Quistalia en todo el mundo. El duplicado Xavier tiene la intención de usar estos componentes para alterar la máquina que había enviado al Profesor a la Dimensión Sin Nombre para que pueda usarse para permitir que Lucifer regrese a la Tierra, el duplicado afirma a los X-Men que podría usar esos componentes para idear una máquina para proteger la Tierra de la futura invasión quistaliana. Afortunadamente, aunque la distancia dimensional impidió que el Profesor contactara telepáticamente a sus alumnos directamente, aunque podía penetrar la barrera dimensional, sus poderes debilitados no pudieron acceder a las mentes complejas de sus alumnos, pudo ponerse en contacto con Jeffery Saunders, el nieto mentalmente discapacitado de un amigo recientemente fallecido, cuyo estado mental significaba que Saunders carecía de los pensamientos conflictivos que habían impedido que el Profesor llegara a los X-Men. Utilizando el cuerpo físicamente superior de Jeffrey, el joven era un atleta excepcional a pesar de su estado mental, el profesor pudo alertar a los X-Men del engaño, gracias a Iceman (el único miembro del equipo que vio cómo el verdadero profesor trataba a Jeffrey), después de haber acompañado al profesor al funeral del abuelo de Jeffrey antes de que Lucifer lo secuestrara) al darse cuenta de que el duplicado estaba actuando fuera de lugar en sus tratos con Jeffrey. Utilizando a Jeffrey como su anfitrión, Xavier acompañó a sus X-Men cuando partieron para recuperar el componente final, y luego fue capaz de derrotar un duplicado iónico de Arcángel, creado después de que el original fuera herido y capturado mientras investigaban una de las instalaciones. eso podría haber permitido a Lucifer usar el portal recién modificado para volver a su dimensión. Aunque Xavier estuvo brevemente tentado de destruir la máquina cuando pensó que Lucifer podría llegar al portal de salida antes que él, Jeffrey pudo ayudarlo a escapar al 'enviar' al Profesor su propia energía juvenil de regreso a lo largo de su vínculo psíquico, dándole a Xavier la fuerza para vencer a Lucifer al portal en una carrera de natación, el portal se desactivó justo cuando la mano de Lucifer intentó emerger después de Xavier. Con el regreso de Xavier, Cíclope destruye la máquina y se descubre que el duplicado Profesor X dejó de existir, dejando a Lucifer furioso y tramando su venganza en la Dimensión sin nombre una vez más.